# Arthur Vichot
Vous lisez un « bon article » labellisé en 2021.
Pour les articles homonymes, voir Vichot.
Arthur Vichot, né le 26 novembre 1988 à Colombier-Fontaine (Doubs), est un coureur cycliste français professionnel de 2010 à 2020.
Passé professionnel en 2010 au sein de l'équipe La Française des jeux, Arthur Vichot a un profil de puncheur à l'aise sur des courses vallonnées. Double champion de France sur route en 2013 et 2016, il a également terminé troisième de Paris-Nice en 2014, compte plusieurs places d'honneur sur des courses d'un jour de l'UCI World Tour et est codétenteur du record de victoires sur le Tour du Haut-Var. Il rejoint en 2019 la formation Vital Concept-B&B Hotels.
Régulièrement, Vichot se blesse et tombe malade au cours de sa carrière. Atteint d'un syndrome de surentraînement diagnostiqué en 2020, n'ayant pas la perspective de récupérer son niveau sportif antérieur et étant en fin de contrat, il arrête sa carrière à l'issue de cette saison.

## Repères biographiques et carrière en amateur
Arthur Vichot naît le 26 novembre 1988 à Colombier-Fontaine dans le Doubs. Il est membre d'une famille liée au sport cycliste. Son père, Max Vichot, a été coureur amateur au CC Étupes et dirige une entreprise de fabrication de roues de vélo qu'il a fondée,. Frédéric Vichot, professionnel au cours des années 1980 et lauréat de trois étapes sur les grands tours, est le cousin de Max.

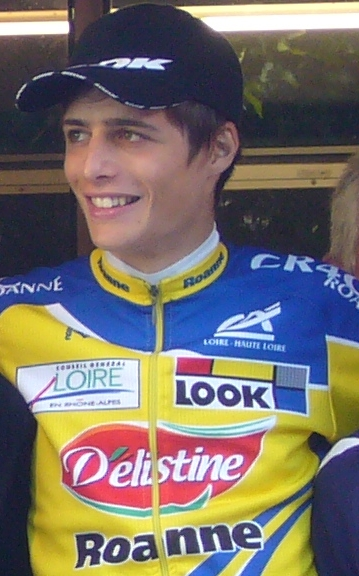
Arthur Vichot en septembre 2008 à Mende à l'occasion du Tour du Gévaudan.

Dans sa jeunesse, Arthur Vichot pratique initialement le football dans le club de sa commune, l'US Colombier-Fontaine, à partir de l'âge de 8 ans. Il est supporter du Borussia Dortmund et surtout du club de sa région, le FC Sochaux-Montbéliard,,. Il apprécie également la NBA. Il suit cependant son père qui reprend la compétition cycliste en amateur et intègre en juniors le club où il s'est engagé, le CR4C Roanne à partir de 2007,. En parallèle, il ambitionne de devenir éducateur sportif auprès de personnes handicapées et obtient pour cela une licence en STAPS,. Il court initialement à l'échelon départemental avant d'évoluer,. En 2008, il remporte tout d'abord en avril le Tour du Charolais. Vichot se met ensuite en évidence à plusieurs reprises lors du mois d'août. Tout d'abord lauréat du Circuit des Deux Provinces au niveau national, il intègre la semaine suivante l'équipe de France espoirs appelée à disputer le Grand Prix Guillaume Tell. Il s'impose lors de la deuxième étape de cette course de niveau Continental, et termine quinzième au classement final de la course. Il termine ce mois par une deuxième place lors du championnat de France sur route espoirs. Le mois suivant, il est quatrième du Tour du Gévaudan puis il se casse une clavicule au cours du Grand Prix de la Somme, ce qui l'amène à devoir renoncer aux championnats du monde espoirs. Ces résultats lui permettent d'être suivi par les équipes professionnelles AG2R La Mondiale, Cofidis et Auber 93. À l'issue de la saison, le CR4C Roanne remporte la Coupe de France des clubs DN1, Vichot ayant contribué significativement à cette victoire grâce à ses performances. Il considère sur cette saison avoir non seulement progressé dans ses résultats mais également sur son entraînement et sa nutrition.
L'année suivante, toujours dans la même équipe et régulièrement sélectionné en équipe de France espoirs, Vichot ajoute trois victoires à son palmarès en gagnant la quatrième étape du Circuit de Saône-et-Loire, le Tour du Haut-Berry et le Grand Prix de Chardonnay. Il se classe également troisième du Circuit des Ardennes et deuxième du championnat de France sur route amateurs,. En sélection nationale espoirs, il termine 48e de la course en ligne des Jeux méditerranéens. Il aide Romain Sicard à remporter le Tour de l'Avenir, puis fait partie de l'équipe de France lors des championnats du monde espoirs de Mendrisio. Participant à la course en ligne, il temine 36e d'une course remportée à nouveau par Sicard. Lié à l'équipe professionnelle La Française des jeux dont il est membre de la fondation, il ne la rejoint pas en cours de saison en tant que stagiaire pour se focaliser sur les épreuves disputées en sélection espoirs. Il est cependant suivi par un des entraîneurs de l'équipe, Jacques Decrion. En août, son passage en professionnel pour la saison 2010 est annoncé au sein de cette formation. Il y signe un contrat portant sur deux saisons.

## Carrière professionnelle

### FDJ (2010-2018)

#### Premières victoires (2010-2011)
Pour sa première course professionnelle en janvier 2010, le Tour Down Under, Arthur Vichot est choisi par un groupe de fans australiens de cyclisme pour une campagne de buzz. Il atteint à plusieurs reprises le top 10 des courses auxquelles il participe. Lors de Paris-Corrèze, il obtient sa première victoire professionnelle en remportant la deuxième étape devant Jonathan Hivert et son coéquipier Gianni Meersman. Vichot participe ensuite à son premier grand tour en Espagne dans lequel il abandonne lors de la quinzième étape en raison d'une gêne à un genou. Cette première saison en professionnel est qualifiée de « globalement très satisfaisante » par l'entraîneur de la FDJ Frédéric Grappe.
Vichot commence la saison 2011 en se classant fin janvier cinquième de la première manche de la Coupe de France, le Grand Prix d'ouverture La Marseillaise. Le mois suivant, il est neuvième de l'Étoile de Bessèges puis remporte devant Thierry Hupond et Cyril Gautier les Boucles du Sud Ardèche ce qui lui permet d'être sélectionné pour Paris-Nice. Dans une chute lors de Paris-Nice, il se fissure une clavicule, ce qui l'empêche de participer aux classiques ardennaises. Deuxième en juin d'une étape du Tour de Luxembourg, il est sélectionné sur le Tour de France. Ayant pour meilleur résultat une sixième place lors de la sixième étape, il se classe 104e de cette « Grande Boucle ». Début septembre, Vichot s'impose dans sa région en solitaire lors du Tour du Doubs avec 16 secondes d'avance sur ses poursuivants. Une semaine plus tard, il est huitième du Grand Prix cycliste de Montréal, ce qui constitue son premier top 10 sur une course d'un jour de l'UCI World Tour. Vichot conclut sa saison par un abandon lors du Tour de Lombardie.

#### Première victoire sur le World Tour (2012)
Pour 2012, Vichot a comme objectifs de bien figurer sur Tirreno-Adriatico ainsi que sur les classiques ardennaises et les courses à étapes du mois d'avril. Comme en 2011, Vichot obtient une place d'honneur lors de sa course de rentrée 2012 en se classant troisième du Grand Prix d'ouverture La Marseillaise. Victime d'une chute lors de l'Étoile de Bessèges, Vichot est écarté des compétitions durant trois semaines en raison d'une fracture à une clavicule. Faisant son retour à l'occasion des Boucles du Sud Ardèche où il est tenant du titre, Vichot s'y classe deuxième à 31 secondes de son équipier Rémi Pauriol. 53e de Tirreno-Adriatico, il obtient en avril une cinquième place sur la première étape du Tour du Pays basque puis obtient son meilleur classement des Ardennaises lors de Liège-Bastogne-Liège (21e). Lors du Critérium du Dauphiné qui se dispute en juin, il figure dans une échappée au cours de la cinquième étape qui comporte l'ascension de plusieurs difficultés dont le col du Grand Colombier. Une attaque dans les derniers kilomètres de l'étape permet à Vichot de s'imposer en solitaire et d'obtenir ainsi sa première victoire dans le calendrier World Tour.
Vichot dispute ensuite en juillet le Tour de France. Initialement présélectionné par Laurent Jalabert pour la course en ligne des Jeux olympiques de 2012, Vichot apprend pendant la Grande Boucle qu'il ne fait pas partie des quatre Français retenus pour disputer la course mais il est néanmoins retenu comme remplaçant. En septembre, il est seizième du Grand Prix cycliste de Québec puis treizième du Grand Prix cycliste de Montréal. Il fait partie de la sélection des neuf coureurs français participant à la course en ligne des championnats du monde, avec pour leader Thomas Voeckler. Vichot ne finit pas cette course où Voeckler est septième.

#### Champion de France sur route (2013)

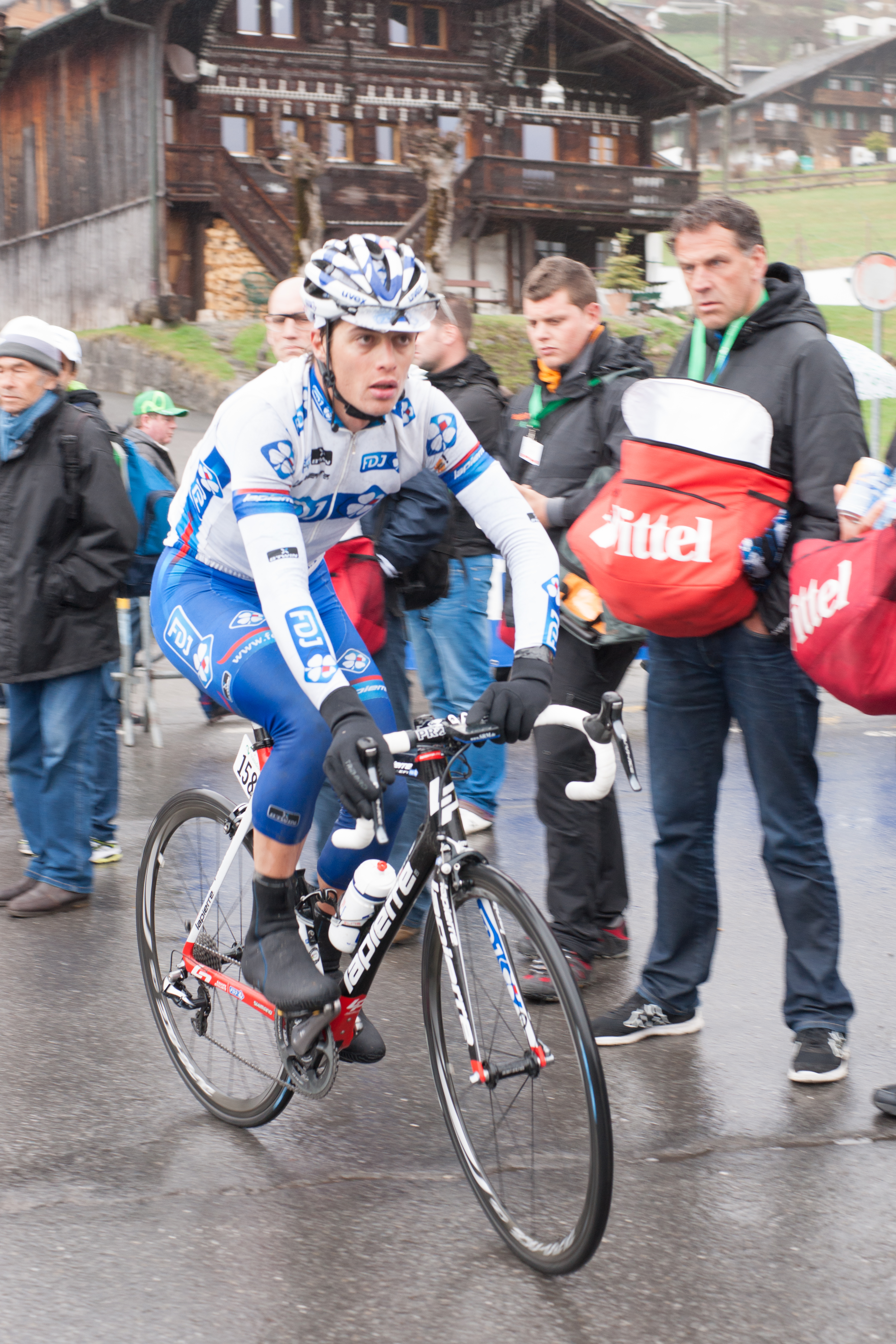
Arthur Vichot durant le Tour de Romandie 2013.

Arthur Vichot commence l'année 2013 en obtenant la douzième place du Grand Prix d'ouverture La Marseillaise. Neuvième de l'Étoile de Bessèges puis dixième du Tour méditerranéen, Vichot obtient sa première victoire en remportant le classement général du Tour du Haut-Var. Alors à égalité de temps avec les Néerlandais Lars Boom et Laurens ten Dam à l'issue des deux étapes, Vichot s'impose en raison d'une meilleure addition des places obtenues sur chaque arrivée. En avril, il est malade sur le Tour du Pays basque qu'il ne termine pas. Dix-huitième ensuite de la Flèche wallonne, il est une nouvelle fois diminué lors de Liège-Bastogne-Liège où il se classe quarantième. Après le Tour de Romandie, Vichot stoppe sa première partie de saison. Pour sa reprise, à la fin du mois de mai, il obtient la quatrième place du Grand Prix de Plumelec-Morbihan.
Lors du championnat de France à Lannilis, il s'échappe après cinq kilomètres en compagnie de 10 autres coureurs. Dans l'avant-dernier tour, il s'isole seul en tête de la course. À l'amorce du dernier tour il se fait rejoindre par Sylvain Chavanel et Tony Gallopin, puis accélère à moins de deux kilomètres de l'arrivée et parvient à résister au retour de Chavanel pour s'imposer en réalisant l'exploit d'avoir été en tête de course pendant 240 kilomètres. Au palmarès, il succède ainsi à son coéquipier Nacer Bouhanni. Cette victoire lui permet d'obtenir sa sélection pour le Tour de France où il est coéquipier de Thibaut Pinot. Ce dernier perd toute chance au classement général lors des étapes pyrénéennes et permet à Vichot de se concentrer sur certaines étapes. Échappé durant la quatorzième étape, il est ainsi huitième à l'arrivée. Il chute dans la descente du col de la Madeleine en dernière semaine mais conclut ce Tour de France en 66e position. Après ce Tour, il ne peut participer à la Classique de Saint-Sébastien à cause des séquelles de sa chute en montagne et revient en compétition lors du Tour du Limousin. Il vise ensuite les courses d'un jour du mois de septembre. Deuxième de la cinquième étape du Tour du Poitou-Charentes en août derrière le champion d'Espagne sur route Jesús Herrada, Vichot obtient en septembre la deuxième place du Grand Prix cycliste de Québec derrière Robert Gesink puis la onzième du Grand Prix cycliste de Montréal. Sélectionné ensuite pour la course en ligne des championnats du monde de Florence, Vichot termine dix-huitième et premier Français. Une semaine plus tard, il est présent lors du Tour de Lombardie en soutien de Pinot. Son année se conclut sur un abandon.

#### Podiums à Paris-Nice et à Plouay (2014)

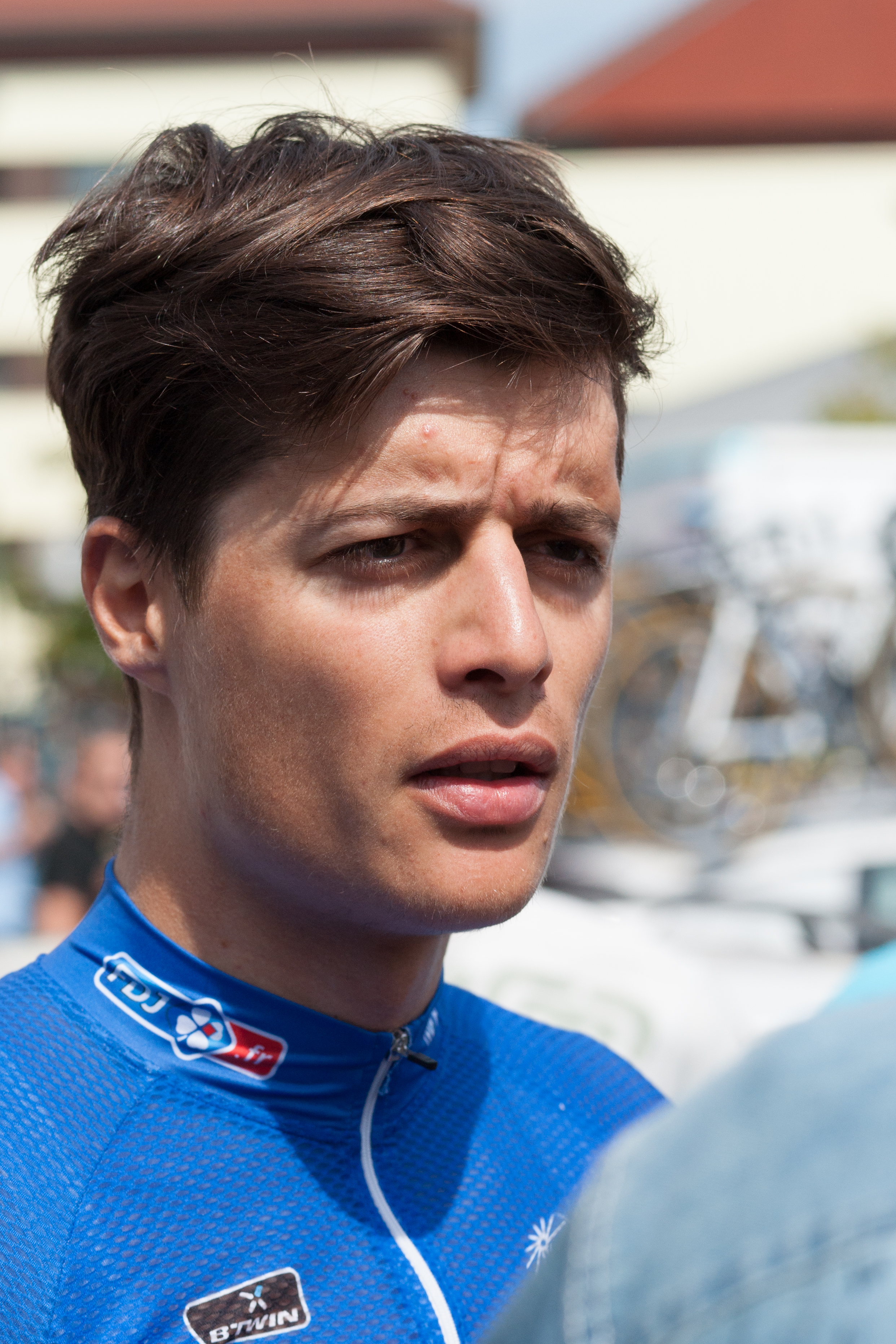
Arthur Vichot durant le Critérium du Dauphiné 2014.

Arthur Vichot aborde 2014 avec plus d'ambition et des objectifs portant sur Milan-San Remo et les classiques ardennaises au sein d'une équipe FDJ.fr ayant une volonté de s'impliquer davantage sur ces épreuves d'avril,. Vichot souhaite également gagner une course tant qu'il a le maillot de champion de France. Il commence sa saison par le Grand Prix d'ouverture La Marseillaise qu'il termine en cinquième position. Également cinquième de l'Étoile de Bessèges, Vichot est le chef de file de son équipe sur un Paris-Nice moins pentu qu'habituellement. Après plusieurs places d'honneur d'étapes et une place dans les dix premiers, Vichot remporte la dernière étape à Nice et prend la troisième place du classement final grâce aux bonifications acquises par sa victoire d'étape. Il ne termine pas Milan-San Remo la semaine suivante. Après cette épreuve italienne, Vichot doit abandonner le Tour du Pays basque le 9 avril à cause de douleurs au genou droit. Ces douleurs, dont l'origine se révèle être un syndrome rotulien, persistent ensuite et obligent le Français à renoncer aux classiques ardennaises. Après un stage dans les Pyrénées dans l'optique du Tour de France, il reprend la compétition à la fin du mois de mai au Tour de Bavière. Il poursuit sa saison avec difficulté, contraint à l'abandon lors de la treizième étape du Tour de France du fait d'une angine ou d'une trachéite, alors qu'il pointait à la 62e place du classement général,.
Vichot se fixe comme objectif suivant la course en ligne des championnats du monde. De retour au Tour du Limousin en août, il y obtient trois places dans les dix premiers d'étapes et la huitième place au classement général. Vichot conclut ce mois par le Grand Prix de Plouay : figurant dans le groupe de sept coureurs qui se disputent la victoire, Vichot est dominé au sprint par Sylvain Chavanel et Andrea Fedi. Il est ensuite chef de file de son équipe pour les Grands Prix de Québec et de Montréal. À Québec, la course se termine par un sprint et il chute à cette occasion. Atteint d'une quadruple fracture de la clavicule droite, sa blessure nécessite une intervention chirurgicale. Il ne peut donc participer aux championnats du monde et est contraint de mettre un terme à sa saison,.

#### Saison gênée par un virus (2015)

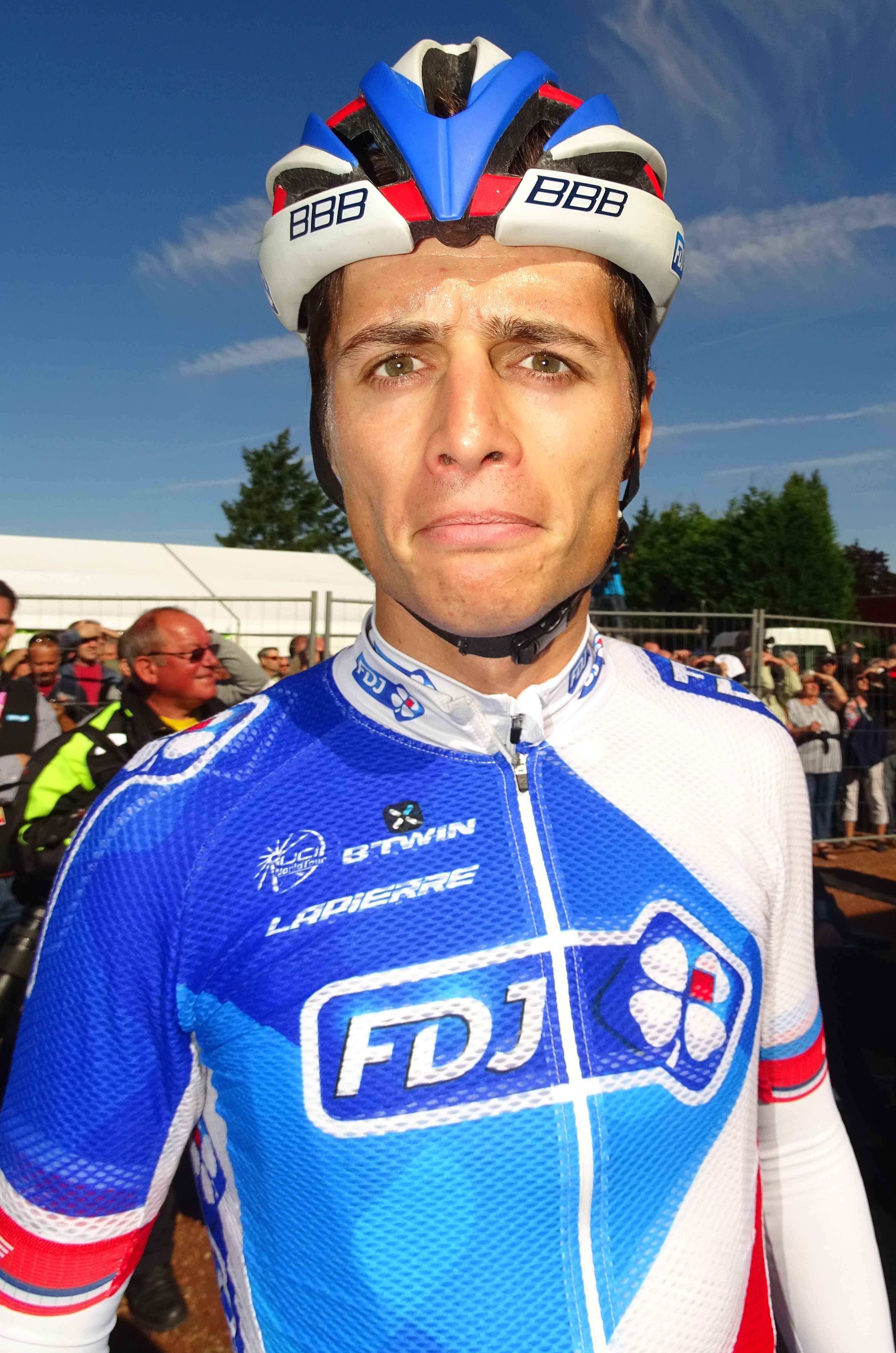
Arthur Vichot lors du Grand Prix d'Isbergues 2015.

Arthur Vichot vise principalement les classiques ardennaises pour cette saison qu'il commence lors du Grand Prix d'ouverture La Marseillaise le 1er février. Après des courses en Espagne en février, Vichot dispute Paris-Nice en mars. À la suite de son podium en 2014, il vise une place dans les dix premiers de la course sur un tracé moins favorable à son profil,. Il n'atteint pas cet objectif, se classant douzième du classement général. En avril, avant les classiques ardennaises, il est huitième du Circuit de la Sarthe. Sur ces classiques ardennaises, il est 42e de l'Amstel Gold Race, 88e de la Flèche wallonne et abandonne lors de Liège-Bastogne-Liège. En mauvaise condition physique, il ne termine pas la semaine suivante le Tour de Romandie. Absent durant plusieurs semaines de la compétition, il apprend alors que ses mauvaises performances sont dues à un cytomégalovirus. 119e et avant-dernier du Tour de Suisse pour sa reprise où il a évolué comme coéquipier de Thibaut Pinot en tête de l'épreuve pendant plusieurs jours, il ne figure pas dans la sélection pour le Tour de France,.
Après des vacances, il effectue son retour au Tour de Wallonie où il est notamment cinquième de la troisième étape,. Après le Tour du Limousin et le Tour du Poitou-Charentes, il participe au Grand Prix de Plouay puis aux Grands Prix de Québec et Montréal, où il déclare ne pas avoir « autant d'ambitions que les années précédentes » du fait d'une condition physique toujours pas optimale. Dix-huitième à Québec, il est ensuite à son retour en Europe septième du Grand Prix de Wallonie. Vichot termine sa saison par un abandon au Tour de Lombardie que Pinot termine troisième. Cette saison perturbée par le virus du printemps marque pour Vichot un « retrait » par rapport à l'année précédente. Il déclare avoir envisagé de remettre en question sa carrière de coureur,.

#### Deuxième titre national (2016)
Pour 2016, Vichot a comme objectif de remporter des victoires et ce le plus rapidement possible, et cible particulièrement le championnat de France sur route qui se dispute à Vesoul près de son domicile. Commençant sa saison par le Grand Prix d'ouverture La Marseillaise, il y est septième. Il est ensuite en février cinquième de l'Étoile de Bessèges, avec un podium d'étape, puis septième du Trofeo Laigueglia. Lors de sa course suivante, le Tour du Haut-Var, il est deuxième de la première étape derrière Tom-Jelte Slagter. Le lendemain, il gagne la deuxième étape. Slagter étant distancé au préalable, sa victoire permet à Vichot de remporter l'épreuve varoise. Il s'agit de la 400e victoire de l'équipe FDJ en 20 ans d'existence. Vichot considère cette victoire comme « émotionnellement [...] la plus forte ». La semaine suivante, il est troisième de la Drôme Classic. Attendu sur Paris-Nice pour cibler une victoire d'étape, il abandonne en raison d'une maladie au cours de la troisième étape,. Dix-huitième de Milan-San Remo remporté par son coéquipier Arnaud Démare, Vichot dispute ensuite le Tour du Pays basque avant les classiques ardennaises où il est le chef de file de sa formation. Son meilleur résultat sur ces courses, où il est gêné par une rhinopharyngite et selon lui par les conséquences du cytomégalovirus de 2015, est une dix-neuvième place lors de l'Amstel Gold Race,,.

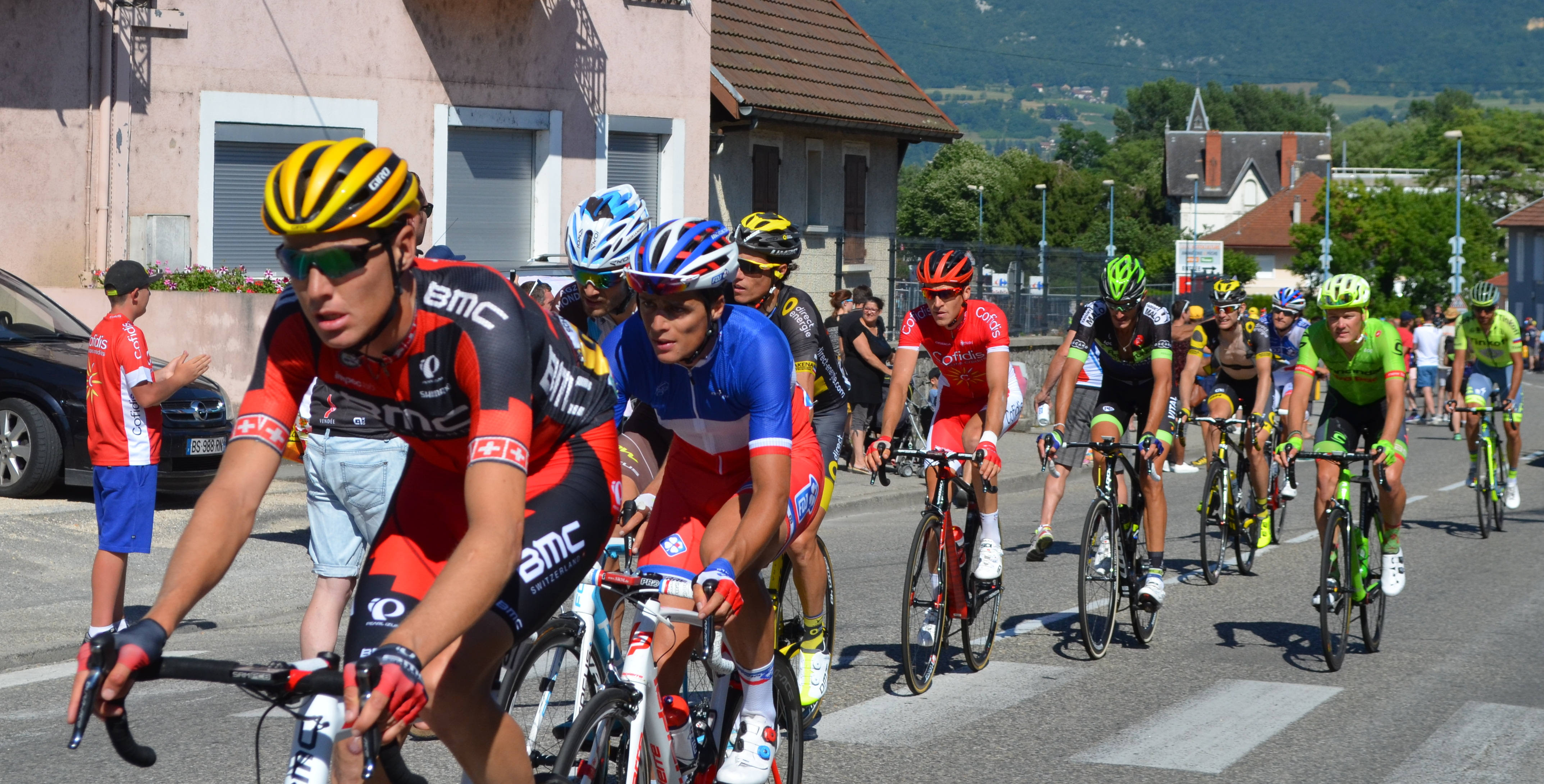
Arthur Vichot, au centre, portant le maillot de champion de France 2016.

De retour à la compétition un mois plus tard après un stage de préparation au Tour de France en montagne autour de Thibaut Pinot, Vichot est troisième du Grand Prix de Plumelec-Morbihan puis deuxième des Boucles de l'Aulne, deux courses remportées par Samuel Dumoulin,. Après le Critérium du Dauphiné, Vichot remporte à Vesoul le championnat de France sur route, le deuxième de sa carrière après 2013. Sur un tracé sélectif, et étant mentionné parmi les favoris pour la victoire, il bénéficie du travail collectif de la formation FDJ et fait partie de l'échappée à trois décisive. Il s'impose au sprint devant Tony Gallopin et Alexis Vuillermoz et considère ce titre comme étant la plus importante victoire de sa carrière. Sélectionné pour le Tour de France, il est présent - comme l'ensemble de ses coéquipiers - en tant que soutien de Thibaut Pinot pour le classement général. Pinot perd cependant rapidement toute chance au classement général et ne prend pas le départ de la treizième étape. Vichot se classe de son côté 78e à Paris. Durant ce Tour de France, son contrat avec FDJ est étendu jusqu'en fin d'année 2018. Au début du mois d'août, un choc avec une voiture durant un entraînement lui provoque une fracture d'une clavicule traitée chirurgicalement ce qui le prive de participation aux Grands Prix de Québec et Montréal. Quelques jours plus tard le coureur annonce sur le réseau social Facebook qu'il met un terme à sa saison pour mieux préparer 2017.

#### Troisième victoire dans le Tour du Haut-Var (2017)
En 2017, Arthur Vichot, un des trois chefs de file de sa formation avec Arnaud Démare et Thibaut Pinot, a comme objectif d'être performant sur les courses de l'UCI World Tour et notamment les classiques ardennaises,. Il remporte sa première victoire de la saison dès sa course de reprise, le Grand Prix La Marseillaise. Une grippe l'oblige cependant à abandonner au cours de l'Étoile de Bessèges dans les jours qui suivent. Pour son retour, il est septième du Trofeo Laigueglia. Deuxième puis troisième des deux étapes du Tour du Haut-Var, cette régularité permet à Vichot de remporter cette course pour la troisième fois, rejoignant ainsi Joop Zoetemelk comme étant le cycliste le plus titré sur cette épreuve. Vichot conclut février par une sixième place sur la Classic Sud Ardèche puis le lendemain une deuxième place lors de la Drôme Classic. En mars, Vichot est troisième des deux dernières étapes du Tour de Catalogne. Attendu sur le Circuit de la Sarthe, il y obtient plusieurs places d'honneur sur des étapes et se classe deuxième du classement général final,,. Sur les Ardennaises son meilleur résultat est une 14e place lors de l'Amstel Gold Race. Quatrième du Grand Prix de Plumelec-Morbihan en mai, il perd logiquement son titre de champion de France sur route. Sur un profil de course favorable à un sprint, il joue un rôle d'équipier pour Arnaud Démare qui s'impose devant Nacer Bouhanni,.
Présent sur le Tour de France, il y seconde Thibaut Pinot qui vise une victoire d'étape. Après une première chute au cours de la dixième étape, Vichot récidive le lendemain,. Cette chute, qui lui cause une contusion du cartilage rotulien du genou droit, le contraint à l'abandon deux jours plus tard,,. En octobre, n'ayant pas repris la compétition, il subit une arthroscopie du genou droit, qui fait suite à des séquelles de cicatrisation causées par sa chute sur le Tour de France,. Cinq semaines d'arrêt sont nécessaires après cette intervention pour pouvoir recommencer l'entraînement.

#### Victoire au Tour de l'Ain (2018)
Arthur Vichot participe en janvier au stage de pré-saison de son équipe à Calpe. Cependant, en raison de sa convalescence après son opération chirurgicale d'octobre 2017, il reprend la compétition plus tard que les années précédentes, à la fin du mois de février lors des Boucles Drôme-Ardèche,. Équipier pour David Gaudu lors de la Classic de l'Ardèche, il est chef de file de son équipe le lendemain sur la Drôme Classic dont il se classe cinquième à 1 minute 10 secondes du lauréat Lilian Calmejane. Il subit une chute, en apparence bénigne, au cours de la première étape du Tour de Catalogne. Il finit l'étape avant d'abandonner durant la sixième étape. Des examens mettent en évidence que cette chute lui a causé une fracture à la troisième vertèbre lombaire,,.

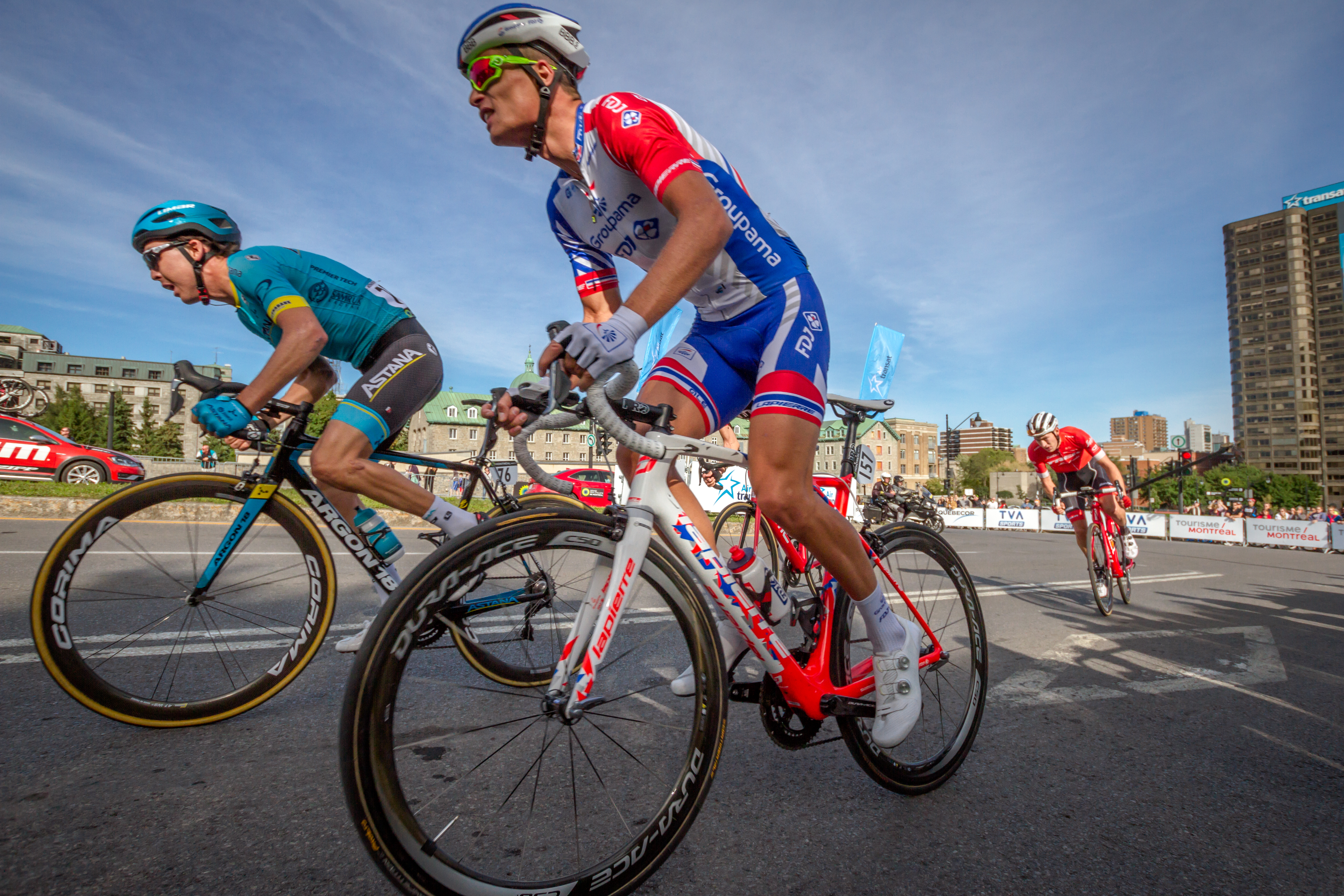
Arthur Vichot durant le Grand Prix cycliste de Montréal 2018.

Après un stage d'entraînement en montagne, Arthur Vichot fait son retour à la compétition sur le Tour de l'Ain où il est chef de file de sa formation avec David Gaudu,. Deuxième de la deuxième étape, il s'impose pour la première fois lors d'une arrivée au sommet d'un col lors de la dernière étape qui se termine par l'ascension du col de la Faucille, ce qui lui permet de remporter le classement général de l'épreuve,,. Il enchaîne par une quatrième place au Grand Prix de Plumelec-Morbihan puis une deuxième place derrière Kevin Le Cunff sur les Boucles de l'Aulne. Sur cette course, il considère avoir fait une « erreur tactique » dans sa gestion de l'arrivée. Présent sur le Tour de Suisse, il tente tout d'abord de viser une victoire d'étape en attaquant dans les derniers kilomètres des deux premières étapes en ligne, sans succès. Il décide ensuite de se tester par rapport aux coureurs visant le classement général dans l'optique de progresser en montagne et obtient finalement la dixième place de l'épreuve, un classement qu'il qualifie d'« inattendu » et d'« exceptionnel »,.
Le 1er juillet, une attaque de Vichot à 50 kilomètres de l'arrivée décante la course en ligne du championnat de France sur route. Les coureurs de Groupama-FDJ sont en surnombre et en profitent. Dans le final, alors que Vichot est atteint de crampes, son coéquipier Anthony Roux s'impose et remporte le troisième titre consécutif pour sa formation,. Vichot est ensuite présent sur le Tour de France pour y viser une victoire d'étape, un objectif qu'il n'atteint pas. Sur la fin de sa saison, qui est consacrée à des courses d'un jour, son meilleur résultat est une septième place sur le Grand Prix cycliste de Québec.

### Dernières saisons avec Vital Concept-B&B Hotels (2019-2020)
Arthur Vichot rejoint l'équipe continentale professionnelle Vital Concept-B&B Hotels à compter de 2019 pour deux saisons avec l'ambition de « gagner des courses, faire des résultats »,. Son transfert est annoncé en août 2018. Il évoque alors comme motivation à ce changement une volonté de « partir sur un nouveau projet » dans une équipe dont il est un des chefs de file annoncés avec Bryan Coquard et Pierre Rolland,. Comme l'ensemble de ses coéquipiers et des salariés de son équipe, il commence sa préparation hivernale par un stage commando en novembre 2018. Il commence la compétition sous ses nouvelles couleurs lors du Grand Prix La Marseillaise (25e). Il enchaîne par le Tour de la Provence puis le Tour du Haut-Var où il se retrouve échappé avec deux de ses coéquipiers, Cyril Gautier et Pierre Rolland, lors de la deuxième étape. Il est ensuite sixième de la Drôme Classic. En mars, il est retenu pour prendre part à Paris-Nice où, en difficulté tout au long de la semaine, il abandonne lors de la septième étape. D'autres abandons suivent sur la Classic Loire-Atlantique, la Volta Limburg Classic puis lors de la quatrième étape du Circuit de la Sarthe. Engagé sur la Flèche brabançonne le 17 avril, il est non-partant et finalement mis au repos complet après lui avoir diagnostiqué une infection virale. Il reprend la compétition deux mois plus tard à l'occasion du Mont Ventoux Dénivelé Challenge où il abandonne. Cette situation se reproduit sur toutes les autres courses qu'il dispute ensuite, que ce soit la semaine suivante sur la Route d'Occitanie, le 31 juillet sur le Circuit de Getxo et enfin le 18 août sur la Polynormande. Vichot annonce la fin de sa saison dès la fin du mois d'août. En l'analysant, il la qualifie de « cauchemar », signalant une méforme apparente dès le stage de pré-saison de janvier, celle-ci augmentant alors progressivement tout en lui permettant ponctuellement de courir en utilisant son potentiel, notamment lors de la Drôme Classic. Il déclare en 2020 considérer que ses symptômes ont commencé dès septembre 2018 après le Grand Prix cycliste de Québec,.
Après cette saison difficile, Arthur Vichot vise un retour en forme en 2020 à compter du mois d'avril. Sa saison 2020 commence par un abandon lors du Grand Prix La Marseillaise. Neuvième ensuite de la première étape de l'Etoile de Bessèges, il se classe treizième du classement général de cette épreuve. Deux semaines plus tard, malade comme plusieurs de ses coéquipiers, il abandonne au cours de la première étape du Tour des Alpes-Maritimes et du Var. À partir de mi-mars les courses sont suspendues ou annulées en raison de la pandémie de Covid-19. Toujours en méforme, le contexte sanitaire empêche Vichot de pouvoir subir des examens médicaux planifiés à Bruxelles dans une clinique spécialisée. Au cours de la vague épidémique, Vichot donne un de ses maillots de champion de France en vue d'une vente aux enchères permettant d'obtenir des équipements de protection pour le personnel du groupe hospitalier de Dinan, Saint-Malo, Cancale. En juin, son équipe annonce qu'il n'est pas en mesure de reprendre la compétition, toujours en raison du problème viral non identifié qui a perturbé sa précédente saison. En août, le médecin de son équipe annonce que Vichot est atteint d'un syndrome de surentraînement. Ce syndrome expliquerait les problèmes physiques de Vichot depuis son arrivée dans l'équipe Vital Concept-B&B Hotels et nécessite au préalable en vue d'une récupération un arrêt complet de plusieurs mois de toute activité physique. Son contrat n'étant pas prolongé en fin de saison et n'ayant pas de perspective de retrouver son niveau physique antérieur, il annonce mettre un terme à sa carrière professionnelle le 26 novembre 2020, jour de ses 32 ans,,. Il déclare écarter une reconversion au sein du milieu du sport cycliste.

## Style et caractéristiques
Arthur Vichot a un profil de puncheur, capable selon l'entraîneur de la FDJ Frédéric Grappe de « passer les bosses de 2e, 3e et 4e catégorie. ». Il a également des aptitudes au sprint. Vichot déclare avoir comme rêve les classiques ardennaises, particulièrement Liège-Bastogne-Liège, et le championnat du monde sur route,. Marc Madiot, son directeur sportif à la FDJ, le voit également potentiellement à l'aise lors des classiques ardennaises et le classe comme « un coureur de coups », qui n'a pas l'occasion de gagner régulièrement mais qui est capable de saisir une occasion qui se présente à lui. Il souligne également les aptitudes tactiques de Vichot, notamment son placement et son « sens de la course ». Adepte des courses en circuit, il apprécie des courses comme le Grand Prix de Plouay ou les Grands Prix de Québec et Montréal, ainsi que des courses vallonnées en ligne. Il considère en revanche qu'une course comme le Tour de Lombardie est trop difficile pour lui. Vichot préfère les épreuves disputées par beau temps.
Sur les courses qui correspondent à ses caractéristiques, Vichot est régulièrement chef de file de l'équipe FDJ. Il devient également une tête d'affiche de cette formation, aux côtés du grimpeur Thibaut Pinot et du sprinteur Arnaud Démare,,,,. Il est également un des coureurs les plus importants de l'équipe Vital Concept-B&B Hotels lorsqu'il la rejoint, en compagnie du grimpeur Pierre Rolland et surtout du sprinteur Bryan Coquard,,. Sur d'autres épreuves telles que les courses par étapes montagneuses, il effectue un rôle d'équipier notamment pour Pinot à la FDJ.
Vichot considère sa pratique du cyclisme en tant que professionnel davantage comme un métier, dans lequel il déclare s'investir à 100 %, qu'une passion,. Attentif à dissocier vie personnelle et vie professionnelle, la plupart de ses amis n'a ainsi aucun rapport avec ce sport, à l'exception notable de Thibaut Pinot ou Anthony Roux,,. Coureur aimant s'entraîner avec assiduité, calme en dehors de sa pratique sportive et « gagneur » en course,, il est considéré par Jérôme Pineau, son directeur sportif chez Vital Concept-B&B Hotels, comme étant très « exigeant avec lui-même ».

## Palmarès et classements mondiaux

### Palmarès amateur
| - 2008 - Tour du Charolais - Circuit des Deux Provinces - 2e étape du Grand Prix Guillaume Tell - Circuit de l'Auxois - 2e du Grand Prix de Vougy - 2e du Loire-Atlantique Espoirs - 2e du championnat de France sur route espoirs - 3e du Tour de Franche-Comté - 3e du Trophée des champions | - 2009 - 4e étape du Circuit de Saône-et-Loire - Tour du Haut-Berry - Grand Prix de Chardonnay - 2e du Circuit de Saône-et-Loire - 2e du championnat de France sur route amateurs - 2e du Grand Prix de Soultz-sous-Forêts - 3e du Grand Prix Souvenir Jean-Masse - 3e du Circuit des Ardennes - 3e du Grand Prix Mathias Piston |  |

### Palmarès professionnel
| - 2010 - 2e étape de Paris-Corrèze - 2011 - Boucles du Sud Ardèche - Tour du Doubs - 8e du Grand Prix cycliste de Montréal - 2012 - 5e étape du Critérium du Dauphiné - 2e des Boucles du Sud Ardèche - 3e du Grand Prix d'ouverture La Marseillaise - 2013 - Champion de France sur route - Classement général du Tour du Haut-Var - 2e du Grand Prix cycliste de Québec - 2014 - 8e étape de Paris-Nice - 3e de Paris-Nice - 3e du Grand Prix de Plouay - 2016 - Champion de France sur route - Tour du Haut-Var : - Classement général - 2e étape - 2e des Boucles de l'Aulne - 3e de la Drôme Classic - 3e du Grand Prix de Plumelec-Morbihan | - 2017 - Grand Prix d'ouverture La Marseillaise - Classement général du Tour du Haut-Var - 2e de la Drôme Classic - 2e du Circuit de la Sarthe - 2018 - Tour de l'Ain : - Classement général - 3e étape - 2e des Boucles de l'Aulne - 7e du Grand Prix cycliste de Québec - 10e du Tour de Suisse |  |

### Résultats sur les grands tours

#### Tour de France
7 participations
- 2011 : 104e
- 2012 : 94e
- 2013 : 66e
- 2014 : abandon (13e étape)
- 2016 : 78e
- 2017 : abandon (13e étape)
- 2018 : 41e

#### Tour d'Espagne
1 participation
- 2010 : abandon (15e étape)

### Principales classiques et championnats du monde
Le tableau suivant présente les résultats d'Arthur Vichot lors des classiques de l'UCI World Tour (ex-ProTour) auxquelles il a participé ainsi qu'aux championnats du monde.
| Légende | Légende | Légende | Légende     | Légende | Légende              | Légende                          | Légende       |
| ------- | ------- | ------- | ----------- | ------- | -------------------- | -------------------------------- | ------------- |
| AB      | Abandon | HD      | Hors-délais | -       | Pas de participation | Épreuve inexistante à cette date | Pas d'épreuve |

| Année | Milan- San Remo | Paris-Roubaix                    | Amstel Gold Race                 | Flèche wallonne | Liège- Bastogne-Liège | Classique de Saint-Sébastien     | Vattenfall Cyclassics            | Bretagne Classic | Grand Prix de Québec             | Grand Prix de Montréal           | Tour de Lombardie | Mondial- Course en ligne |
| ----- | --------------- | -------------------------------- | -------------------------------- | --------------- | --------------------- | -------------------------------- | -------------------------------- | ---------------- | -------------------------------- | -------------------------------- | ----------------- | ------------------------ |
| 2010  | -               | AB                               | -                                | -               | -                     | 79e                              | -                                | -                | -                                | -                                | -                 | -                        |
| 2011  | -               | -                                | -                                | -               | -                     | -                                | -                                | 108e             | 31e                              | 8e                               | AB                | -                        |
| 2012  | 86e             | -                                | 41e                              | 23e             | 21e                   | 62e                              | 90e                              | -                | 16e                              | 13e                              | AB                | AB                       |
| 2013  | 41e             | -                                | 68e                              | 18e             | 40e                   | -                                | -                                | 16e              | 2e                               | 11e                              | AB                | 18e                      |
| 2014  | AB              | -                                | -                                | -               | -                     | -                                | -                                | 3e               | AB                               | -                                | -                 | -                        |
| 2015  | -               | -                                | 42e                              | 88e             | AB                    | AB                               | -                                | 50e              | 18e                              | AB                               | AB                | -                        |
| 2016  | 18e             | -                                | 19e                              | 94e             | AB                    | AB                               | -                                | -                | -                                | -                                | -                 | -                        |
| 2017  | -               | -                                | 14e                              | 34e             | 86e                   | -                                | -                                | -                | -                                | -                                | -                 | -                        |
| 2018  | -               | -                                | -                                | -               | -                     | AB                               | -                                | 51e              | 7e                               | 57e                              | -                 | -                        |
| 2019  | -               | -                                | -                                | -               | -                     | -                                | -                                | -                | -                                | -                                | -                 | -                        |
| 2020  | -               | Épreuve inexistante à cette date | Épreuve inexistante à cette date | -               | -                     | Épreuve inexistante à cette date | Épreuve inexistante à cette date | -                | Épreuve inexistante à cette date | Épreuve inexistante à cette date | -                 | -                        |

### Classements mondiaux
Arthur Vichot apparaît pour la première fois dans un classement de l'UCI en 2008. Il s'agit du classement continental de l'Europe Tour où il est 974e. Son meilleur résultat au niveau mondial est une 40e place sur l'UCI World Tour 2014. Il obtient son meilleur classement continental en 2017 en étant 21e de l'Europe Tour.
| Année                  | 2008 | 2009 | 2010 | 2011 | 2012 | 2013 | 2014 | 2015 | 2016 | 2017 | 2018 | 2019  | 2020  |
| ---------------------- | ---- | ---- | ---- | ---- | ---- | ---- | ---- | ---- | ---- | ---- | ---- | ----- | ----- |
| Calendrier mondial UCI |      |      | nc   |      |      |      |      |      |      |      |      |       |       |
| UCI World Tour         |      |      |      |      | 173e | 76e  | 40e  | nc   | nc   | 205e | 113e |       |       |
| Classement mondial UCI |      |      |      |      |      |      |      |      | 95e  | 90e  | 121e | 1301e | 1664e |
| UCI Europe Tour        | 974e | 512e |      | 42e  |      |      |      |      | 23e  | 21e  | 99e  | 897e  | 1237e |

## Filmographie
Arthur Vichot ainsi que Steve Chainel sont l'objet d'un documentaire intitulé Le prix de l'échappée diffusé en juin 2014 sur France 2 et réalisé par Pierre-Henri Menthéour, Patrick Chassé, Isabelle Hostalery, Hélène Risacher et Anthony Santoro,.